# Nathaniel Clyne
Nathaniel Clyne Edwin (Stockwell, Anglaterra, 5 d'abril de 1991) és un jugador de futbol anglès que juga com a lateral dret amb el Crystal Palace FC de la Premier League.
Va començar la seva carrera al Crystal Palace FC on durant quatre temporades va jugar regularment abans de ser traspassat al Southampton, on va disputar-hi tres temporades. Es va incorporar a Liverpool al juliol de 2015 en un contracte de cinc anys per un cost de 12,5 milions de £. L'any 
Anteriorment va ser internacional sub-19 i sub-21, Clyne fer el seu debut amb la selecció absoluta d'Anglaterra al novembre de 2014.